# James Simpson junior
James Simpson Jr. (* 7. Januar 1905 in Chicago, Illinois; † 29. Februar 1960 bei Wadsworth, Illinois) war ein US-amerikanischer Politiker. Zwischen 1933 und 1935 vertrat er den Bundesstaat Illinois im US-Repräsentantenhaus.

## Werdegang
James Simpson besuchte zwischen 1919 und 1922 die St. Paul’s School in Concord (New Hampshire) und danach von 1922 bis 1925 die Westminster School in Salisbury (Connecticut). Später absolvierte er ein Studium an der Harvard University. Zwischen 1931 und seinem Tod im Jahr 1960 war er einer der Direktoren der Firma Marshall Field & Co. Gleichzeitig schlug er als Mitglied der Republikanischen Partei eine politische Laufbahn ein.
Bei den Kongresswahlen des Jahres 1932 wurde Simpson im zehnten Wahlbezirk von Illinois in das US-Repräsentantenhaus in Washington, D.C. gewählt, wo er am 4. März 1933 die Nachfolge von Carl R. Chindblom antrat. Da er im Jahr 1934 von seiner Partei nicht mehr zur Wiederwahl nominiert wurde, konnte er bis zum 3. Januar 1935 nur eine Legislaturperiode im Kongress absolvieren. Während dieser Zeit wurden dort die ersten der New-Deal-Gesetze der Bundesregierung unter Präsident Franklin D. Roosevelt verabschiedet, denen Simpsons Partei eher ablehnend gegenüberstand. Im Jahr 1935 wurden erstmals die Bestimmungen des 20. Verfassungszusatzes angewendet, wonach die Legislaturperiode des Kongresses jeweils am 3. Januar endet bzw. beginnt.
Nach dem Ende seiner Zeit im US-Repräsentantenhaus wurde Simpson Eigentümer mehrerer Farmen im Lake County in Illinois und im Culpeper County in Virginia. Während des Zweiten Weltkrieges diente er seit 1943 als Offizier des Marine Corps im pazifischen Raum. Bis zu seinem Ausscheiden aus dem Militärdienst hatte er es bis zum Hauptmann gebracht. In den Jahren 1953 und 1954 war er Berater des damaligen Heeresstaatssekretärs Robert T. Stevens. James Simpson starb am 29. Februar 1960 auf seiner Farm nahe Wadsworth und wurde in Chicago beigesetzt.